# قانون القوارب النظيفة لعام 2008
قانون القوارب النظيفة لعام 2008 هو قانون أمريكي يتطلب من السفن الترفيهية تنفيذ أفضل ممارسات الإدارة للتحكم في تصريفات التلوث. يعفي القانون هذه السفن من متطلبات الحصول على تصريح تفريغ بموجب قانون المياه النظيفة (أي أنها معفاة من التغطية بموجب التصريح العام لسفن وكالة حماية البيئة).
قام قانون القوارب النظيفة بتعديل قانون المياه النظيفة ويوجه وكالة حماية البيئة الأمريكية لتطوير لوائح معايير الأداء. لن تنطبق اللوائح على تصريف مياه الصرف الصحي من السفن الترفيهية، والتي تخضع بالفعل للتنظيم بموجب قانون المياه النظيفة. عين قانون القوارب النظيفة خفر السواحل الأمريكي باعتباره الوكالة المنفذة.
في عام 2011 أجرت وكالة حماية البيئة اجتماعات عامة للحصول على تعليق عام حول تطوير لوائح قانون القوارب النظيفة. اعتبارًا من عام 2020 لم تعلن وكالة حماية البيئة عن جدول زمني لإصدار اللوائح.